# Porsche Cayenne

Logo.

Le Porsche Cayenne est un SUV haut de gamme du constructeur automobile allemand Porsche. Lancé en décembre 2002 (955 puis 957 - Type 9PA), il est renouvelé en mai 2010 (958 Type 92A) avant l'arrivée de la troisième génération présentée en septembre 2017 (Type PO536) ainsi que sa version Coupé. En décembre 2020, le constructeur annonce la production du millionième exemplaire du Porsche Cayenne.

## Historique
Première Porsche de série à quatre portes, mais surtout premier SUV à une époque où ce genre de véhicules n'était pas encore à la mode en Europe[réf. nécessaire], le Cayenne fut accueilli avec surprise par les passionnés de la marque. Il est présenté au Mondial de l'automobile de Paris 2002.
Son développement et sa commercialisation obéissaient alors à des impératifs économiques, voire de survie, la santé financière de Porsche étant à l'époque particulièrement précaire car la production de voitures de sport articulée autour des 911 et Boxster étant insuffisante pour assurer la rentabilité de la marque.
Le nouveau PDG de l'époque, Wendelin Wiedeking, définit alors la nouvelle stratégie de la marque : la diversification. « Pour rester indépendant, Porsche ne doit pas dépendre du segment le plus instable du marché... Nous ne voulons pas devenir simplement un département marketing de certains [constructeurs automobiles] géants. Nous devons nous assurer que nous sommes suffisamment rentables pour financer nous-mêmes nos prochains développements. »[réf. nécessaire]
Le choix de produire un SUV s'impose par l'importance du marché américain, très friand de ce type de véhicule et premier marché de Porsche. Sans compter que BMW et Mercedes-Benz avaient réussi à y imposer respectivement leur X5 et Classe ML et à attirer une nouvelle clientèle dans leurs concessions. Le Cayenne est d'ailleurs connu sous le nom de code de "Projet Colorado" chez le constructeur.
Techniquement, Porsche a cherché à réduire ses coûts de développement au maximum et a repris le châssis du Volkswagen Touareg développé à la même époque. Toutefois, selon ses dirigeants, c'est bien Porsche qui a œuvré en tant que chef de projet et non Volkswagen. Le Cayenne sera d'ailleurs construit sur une ligne d'assemblage séparée basée à Leipzig, Porsche voulant éviter que son SUV de luxe ne soit considéré comme une simple Volkswagen haut-de-gamme. Si le Touareg était construit en Slovaquie pour des raisons de coût du travail, Porsche désirait que son Cayenne soit construit en Allemagne afin de bénéficier du label « Made in Germany », essentiel à son image. Le Cayenne dispose d'une toute nouvelle ligne d'assemblage basée à Leipzig et spécialement construite pour lui, les installations historiques de Porsche étant trop petites pour les y installer[réf. nécessaire].
Les concessionnaires Porsche seront également mis à contribution, puisqu'ils ont été invités à investir dans la formation de leur personnel et dans un équipement adapté à l'entretien d'un SUV.
Le pari pris avec le Cayenne s'avère vite gagnant puisqu'un an après le lancement de la première génération de Cayenne, le magazine Business Week annonçait que Porsche avait amassé 2,1 milliards de dollars et remboursé entièrement ses dettes avec une marge bénéficiaire à 10,1 %. Le magazine déclara que le Cayenne était un SUV « capable de tracter un constructeur automobile tout entier. »
Le Cayenne n'a eu aucun précurseur hormis les prototypes et quelques concepts-cars.

« Le Cayenne a toujours été un attrait majeur pour notre marque - il a attiré de nombreux nouveaux clients et fans du monde entier vers Porsche au cours des 20 dernières années »

— Detlev von Platen, membre du conseil d'administration des ventes et du marketing de Porsche
En août 2022, Porsche révèle que trois versions du Cayenne de première génération avait été étudiées dès 2002 : un Cayenne Coupé, un Cayenne avec une troisième rangée de sièges et le Cayenne Cabriolet. Seul le Cayenne Cabriolet sera fabriqué à[Quoi ?] un unique exemplaire dont des photos et des images de synthèse seront montrées en 2022. S'il avait connu la production en série, ce Cayenne aurait été doté d'une capote en toile souple à commande manuelle. En revanche, les designers n'étaient pas parvenus à s'accorder sur le dessin de la face arrière, hésitant entre un dessin rappelant la Carrera GT et un autre avec des feux arrière surélevés.
À la suite de la guerre en Ukraine, Porsche arrête la livraison des Cayenne et de ses autres modèles en Russie. Au cours de l’année 2021, un total de 6.262 véhicules avaient été livrés en Russie dont 3.431 Cayenne qui était le modèle le plus vendu de la marque.

## 1regénération (955; 957)(2002 - 2010)
Le Porsche Cayenne de première génération sera produit à partir de décembre 2002 et commercialisé de mars 2003 à mai 2010 et connaîtra deux phases : la 955 jusqu'en 2007 qui sera suivie de la 957 jusqu'en 2010.

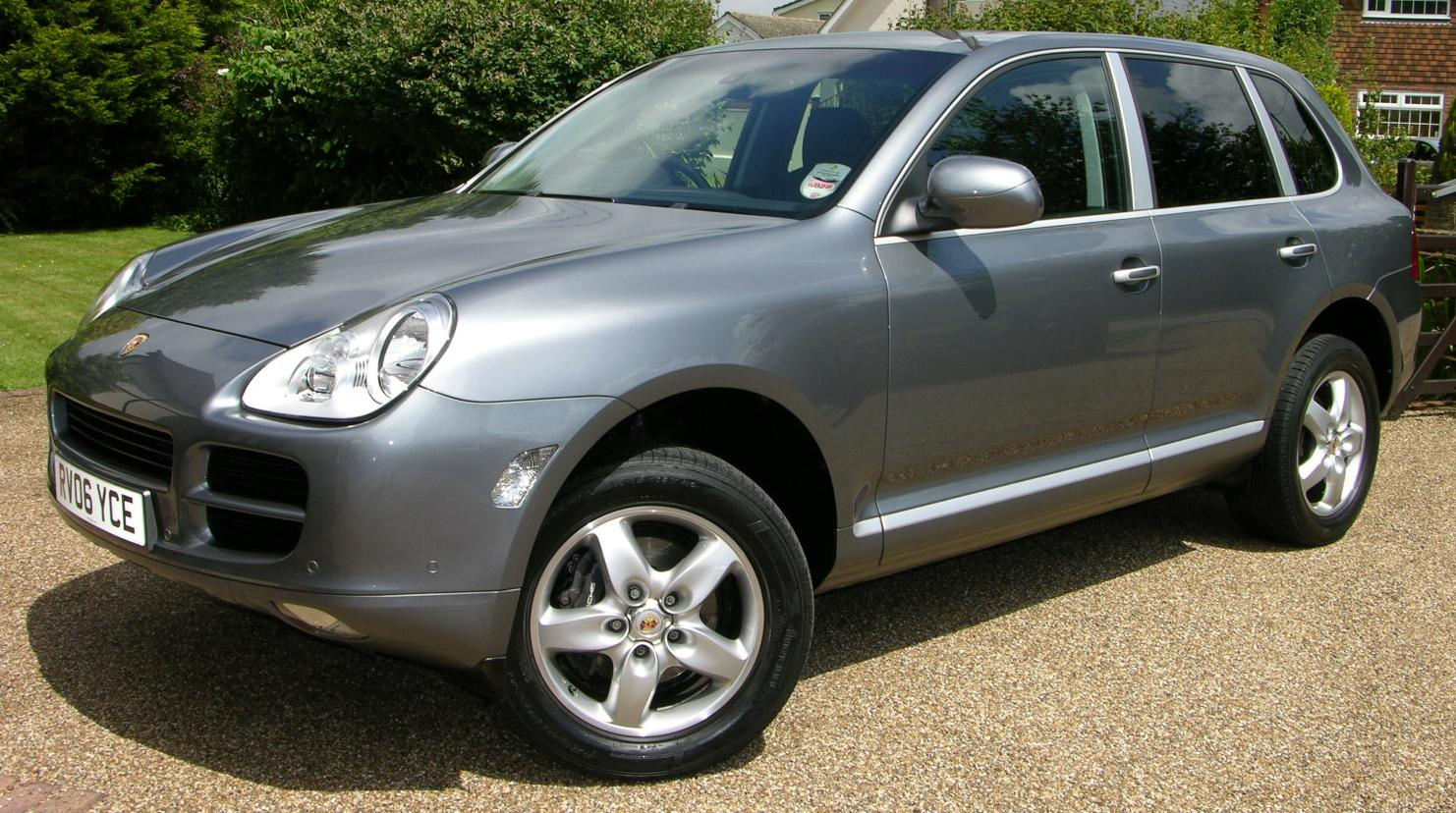
Le Porsche Cayenne de première génération version 955.
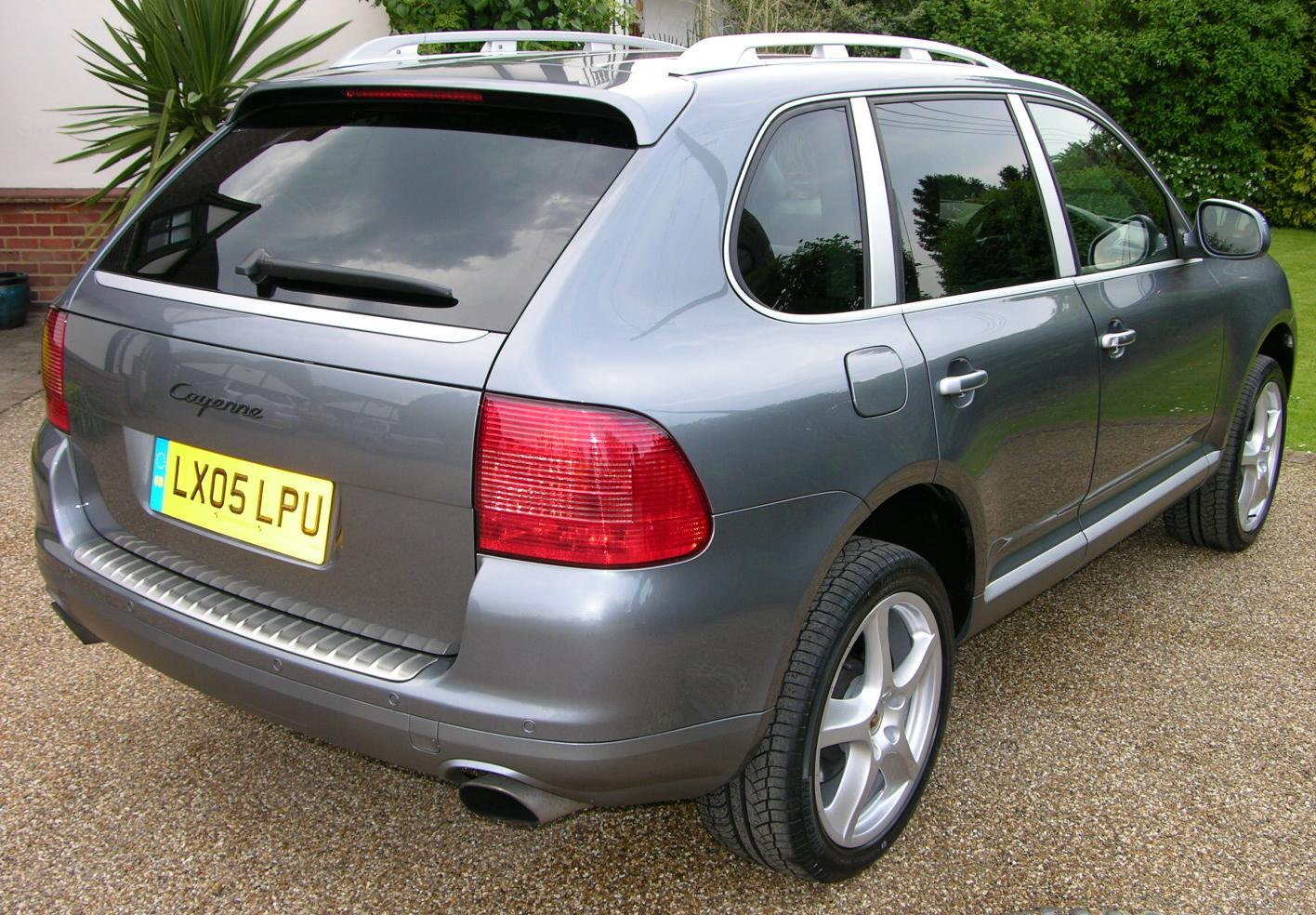
La première phase de la première génération est reconnaissable à ses feux arrière.
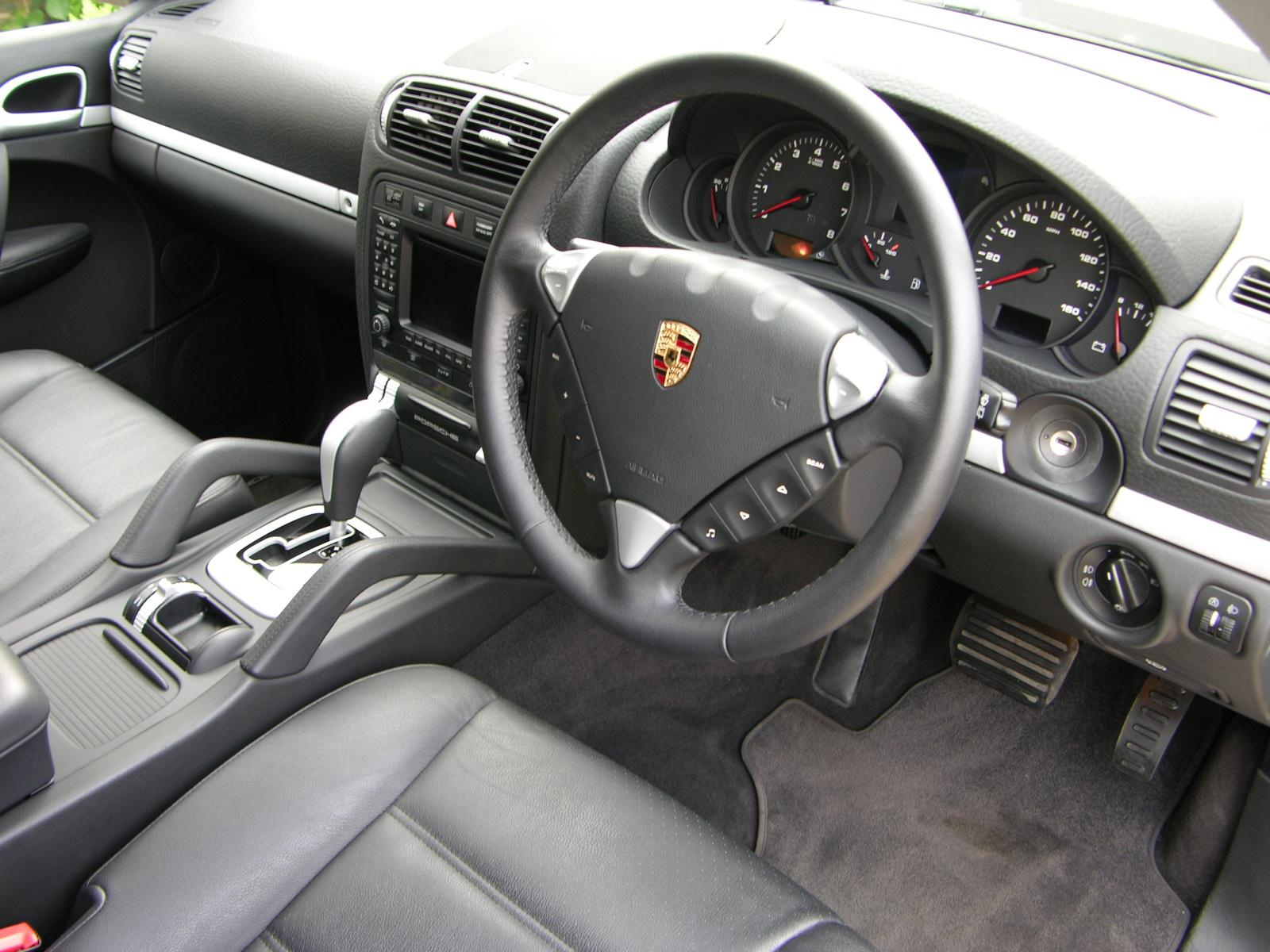
L'habitacle, très moderne pour l'époque.

### Phase 1 - Version 955
Premier Cayenne, la version 955 est donc construite sur une plateforme commune avec le Volkswagen Touareg et l'Audi Q7 pour des raisons de coûts. En revanche, Porsche développe en interne le moteur V8 de 4,5 litres qui animera le Cayenne et qui sera décliné en différents niveaux de puissance selon les versions. Le V8 développe ainsi 340 chevaux sur le Cayenne S et 450 chevaux sur la version Turbo qui sera ensuite coiffée par la version Turbo S portée à 521 chevaux.
La gamme est ensuite élargie en 2004 par un moteur moins puissant : le V6 de 250 chevaux.
Techniquement, le Cayenne 955 reprend des éléments déjà étrennés par la sportive 911, mais adaptés aux dimensions, masses et utilisations du Cayenne. Par exemple, le cas du système Variocam de régulation des arbres à cames, la suspension active contrôlée électroniquement appelée PASM (Porsche Active Suspension Management) ainsi que la boîte de vitesses automatique Tiptronic S renforcée. Concernant la boîte de vitesses, la première génération du Cayenne sera la seule à pouvoir être dotée d'une transmission manuelle.
Porsche veille également à doter le Cayenne d'une réelle capacité de franchissement en tout-terrain.
Il est produit de fin 2002 à 2007.

### Phase 2 - Version 957
Introduit à partir de 2007, la seconde phase du Cayenne de première génération est dénommée 957 et constitue une amélioration de la précédente phase.
La gamme est inchangée, mais les niveaux de puissance sont augmentés grâce à l'apparition de l'injection directe. Le Cayenne S passe ainsi à 385 chevaux et le Turbo S est poussé à 550 chevaux. Lors du salon international de l'automobile de Genève, Porsche présente un Cayenne diesel mu par le 3.0 V6 TDi VAG développant 240 ch qui sera accueilli tièdement par les puristes de la marque. Une nouvelle version fait également son apparition : le Cayenne GTS possède toujours le même V8 que le reste de la gamme, mais porté à 405 chevaux tandis que sa suspension est rabaissée et qu'il arbore des éléments stylistiques spécifiques.
La deuxième phase du Cayenne étrenne également le système actif de contrôle du roulis en virage (PDCC) qui stabilise la voiture lors de courbes rapides.
Il fut produit de 2007 à mai 2010.
Malgré un physique souvent jugé ingrat et peu sportif, cette première génération de Cayenne sera un véritable succès commercial. En 2003, dès sa première année complète de commercialisation, Porsche en écoule 20 603 exemplaires et ses ventes iront en augmentant progressivement jusqu'à atteindre 276 000 unités.

## 2egénération (958)(2010 - 2017)
À la suite du succès rencontré par la première génération, Porsche renouvelle logiquement son Cayenne dont la nouvelle mouture est présentée au Salon international de l'automobile de Genève en mars 2010.
Il s'agit de la phase une dénommée 958 chez le constructeur.
Tenant compte des critiques sur l'esthétique pataude de la première génération, Porsche revoit en profondeur le design de son nouveau Cayenne qui présente des traits plus affinés et reprend plusieurs éléments stylistiques propres à Porsche. L'habitacle connaît également une refonte complète avec là aussi la reprise d'éléments d'identité de la 911 comme le volant. La console centrale adopte également la philosophie « un bouton, une fonction » qui évoque le poste de pilotage d'un avion, et l'écran PCM (Porsche Communication Management) est intégré à la planche de bord. Écran d'une diagonale de 18 cm entièrement tactile qui commande différentes fonctions de la voiture comme le système de navigation, la radio, la connexion avec le smartphone.
Porsche abandonne la transmission manuelle, le nouveau Cayenne n'étant plus disponible qu'avec une boîte automatique Tiptronic S d'origine Audi à huit rapports. Le convertisseur de couple est secondé par une pompe électrique permettant l'installation d'un système Start and Stop coupant automatiquement le moteur lorsque le véhicule est à l'arrêt. Si le réducteur de couple du précédent Cayenne est abandonné, la transmission utilise un coupleur multidisque et à un différentiel à pilotage électronique pouvant être verrouillés pour améliorer la motricité sur un terrain difficile.
Les mécaniques de ce nouveau Cayenne évoluent peu et restent articulées autour d'un V6 et d'un V8, même si Porsche annonce des consommations de carburant en baisse grâce notamment à une perte de poids et à des améliorations techniques. Le Cayenne de base est toujours propulsé par un V6, le V8 faisant son apparition à partir du Cayenne S. Il développe pour le Cayenne S un total de 400 chevaux tandis que la GTS, reconduite, monte à 440 chevaux et même 500 chevaux pour la Turbo.
L'évolution la plus remarquable est toutefois l'apparition d'une version hybride non rechargeable couplant un V6 de 333 chevaux à un moteur électrique de 47 chevaux. Cette version connaît tout de suite un gros succès commercial, notamment grâce au système de taxation favorable à ce type de motorisation.
Porsche persiste également sur la voie du diesel (Cayenne S Diesel) tandis qu'une surpuissante Turbo S de 550 chevaux fait son apparition alors que la phase 958 est en fin de carrière.
Les enquêtes effectuées par Porsche auprès des acheteurs du Cayenne de la précédente génération ayant montré que les capacités hors-pistes étaient peu utilisées, les capacités de franchissements sont moins mises en avant tandis que le nouveau Cayenne propose davantage d'équipements de confort en option comme la suspension pneumatique ou des amortisseurs adaptatifs.
Ce Cayenne de deuxième génération de la première phase s'écoulera à environ 303 000 exemplaires.

### Phase 2
La version restylée de la seconde génération du Porsche Cayenne a été présentée au Mondial de l'automobile de Paris 2014 en octobre.
Visuellement, le Cayenne évolue peu et l'essentiel des changements se concentrent sur les feux arrière qui intègrent un effet tridimensionnel et des feux stop à quatre points lumineux. Les phares avant son redessinés et intègrent des LED diurnes.
Pas de grands changements non plus dans l'habitacle, l'élément le plus visible étant le nouveau volant. Néanmoins, la banquette arrière peut intégrer un système de ventilation optionnel.
Porsche profite de ce restylage pour adapter le Cayenne aux nouvelles normes de dépollution puisque toutes les versions, à l'exception de la Turbo et de la Diesel, passent à un moteur V6 bi-turbo de 3 litres développant 420 chevaux sur le Cayenne S et 440 chevaux sur la version GTS. Les baisses de consommation sont aussi obtenues par l'apparition d'évolutions techniques comme la fonction « mode de croisière » qui découple les roues motrices lors de phase de conduite sans accélération, une nouvelle gestion thermique et un nouveau système de Start and Stop. Les Cayenne restylées disposent également de volets actifs derrière les entrées d'air déjà utilisés par le Macan.
L'évolution la plus remarquable de la gamme est l'apparition de la Porsche Cayenne S E-Hybrid, premier SUV hybride rechargeable de l'Histoire. Le moteur thermique est le V6 3,0 l à compresseur de 333 ch, couplé à un moteur électrique de 95 ch pour un total de 416 ch et 590 N m. Là encore, le succès commercial est au rendez-vous et cette version représente la majorité des immatriculations du Cayenne en France.
Il faut attendre 2015 pour voir apparaître la Turbo S développant 570 chevaux.
En fin de carrière de la deuxième génération du Cayenne apparait une série spéciale baptisée Platinum. Disponible sur tous les modèles de la gamme, elle propose des équipements spécifiques (élargisseurs d'ailes, jantes spéciales RS Spyder de 20 pouces, baguettes de seuil de portes badgées Platinum Edition…) et de série des équipements normalement en option sur les versions "normales" du Cayenne. Parmi ces équipements, les sièges Sport en cuir avec réglages électriques et appuie-têtes au logo Porsche, les vitres teintées, le système Hi-fi Bose, le système de navigation, l'éclairage dynamique PDSL, le Park Assist avant et arrière ou la direction assistée Power Steering Plus.
Au terme de la commercialisation de cette deuxième génération, Porsche a écoulé un total de 760 000 Cayenne depuis le lancement du modèle en 2002.
Après 7 années de carrière, le Cayenne de deuxième génération est apparu comme un SUV globalement très fiable. Les deux principaux problèmes pouvant provoquer l'immobilisation du véhicule concernent les moteurs diesel à cause de l'encrassement des vannes EGR ; les V6 essence rencontrant eux parfois des soucis de programmation du boîtier de gestion moteur ou de la pompe à carburant. Plus légers, des problèmes de bug du système d'infodivertissement nécessitant une reprogrammation ou des allumages de voyants d'alerte sans cause réelle. Autre souci fréquent sur les Cayenne de deuxième génération, la faible durée de vie des pneumatiques qui peuvent ne pas dépasser les 20 000 kilomètres. Il ne s'agit toutefois pas d'un défaut de fabrication, mais de la conséquence du concept-même du véhicule : lourd (environ 2.400 kilos), puissant et avec un couple important.

### Motorisations
|                      | Cayenne         | Cayenne S       | Cayenne GTS     | Cayenne Turbo   | Cayenne Turbo S | Cayenne Diesel  | Cayenne S diesel              |
| -------------------- | --------------- | --------------- | --------------- | --------------- | --------------- | --------------- | ----------------------------- |
| Moteur               | V6              | V8              | V8              | V8              | V8              | V6              | V8                            |
| Cylindrée            | 3189 cm³        | 4511 cm³        | 4806 cm³        | 4511 cm³        | 4511 cm³        | 2 967 cm3       | 4 134 cm³                     |
| Puissance réelle     | 184 KW (250 ch) | 250 KW (340 ch) | 298 KW (405 ch) | 331 KW (450 ch) | 383 KW (521 ch) | 178 kW (240 ch) | 385 ch / 283 kW a 3750 tr/min |
| Puissance fiscale    | 19 CV           | 27 CV           | 33 CV           | 38 CV           | 46 CV           | 16 CV           |                               |
| Couple maximal       | 310 N m         | 420 N m         | 500 N m         | 620 N m         | 720 N m         | 550 N m         | 850 Nm                        |
| 0-100 km/h           | 9,7 s           | 7,2 s           | 6,1 s           | 5,6 s           | 5.2 s           | 8,3 s           | 5,4 s                         |
| Vitesse maximale     | 227 km/h        | 242 km/h        | 253 km/h        | 266 km/h        | 270 km/h        | 214 km/h        | 252 km/h                      |
| Consommation moyenne | 13,5 L/100 km   | 14,9 L/100 km   | 15,1 L/100 km   | 15,7 L/100 km   | 15,7 L/100 km   | 9,3 L/100 km    | 10,00L/100km                  |
| Rejet de CO2         | 324 g/km        | 361 g/km        | 361 g/km        | 378 g/km        | 378 g/km        | 244 g/km        | 209 g/km                      |

Motorisations du Porsche Cayenne  (958) phase 2
|                      | Cayenne       | Cayenne S     | Cayenne GTS     | Cayenne Turbo | Cayenne Turbo S | Cayenne Diesel  |
| -------------------- | ------------- | ------------- | --------------- | ------------- | --------------- | --------------- |
| Moteur               | V6            | V8            | V8              | V8            | V8              | V6              |
| Cylindrée            | 3598 cm³      | 4806 cm³      | 4806 cm³        | 4806 cm³      | 4806 cm³        | 2 967 cm3       |
| Puissance réelle     | 290 ch        | 385 ch        | 298 KW (405 ch) | 500 ch        | 550 ch          | 178 kW (240 ch) |
| Puissance fiscale    | 21 CV         | 27 CV         | 33 CV           | 42 CV         | 46 CV           | 16 CV           |
| Couple maximal       | 385 N m       | 500 N m       | 500 N m         | 700 N m       | 750N m          | 550 N m         |
| 0-100 km/h           | 8,5 s         | 6,8 s         | 6,5 s           | 5,1 s         | 4,8 s           | 8,3 s           |
| Vitesse maximale     | 227 km/h      | 250 km/h      | 251 km/h        | 275 km/h      | 280 km/h        | 214 km/h        |
| Consommation moyenne | 12,9 L/100 km | 13,7 L/100 km | 13,9 L/100 km   | 15,7 L/100 km | 15,7 L/100 km   | 9,3 L/100 km    |
| Rejet de CO2         | 310 g/km      | 329 g/km      | 332 g/km        | 378 g/km      | 378 g/km        | 244 g/km        |

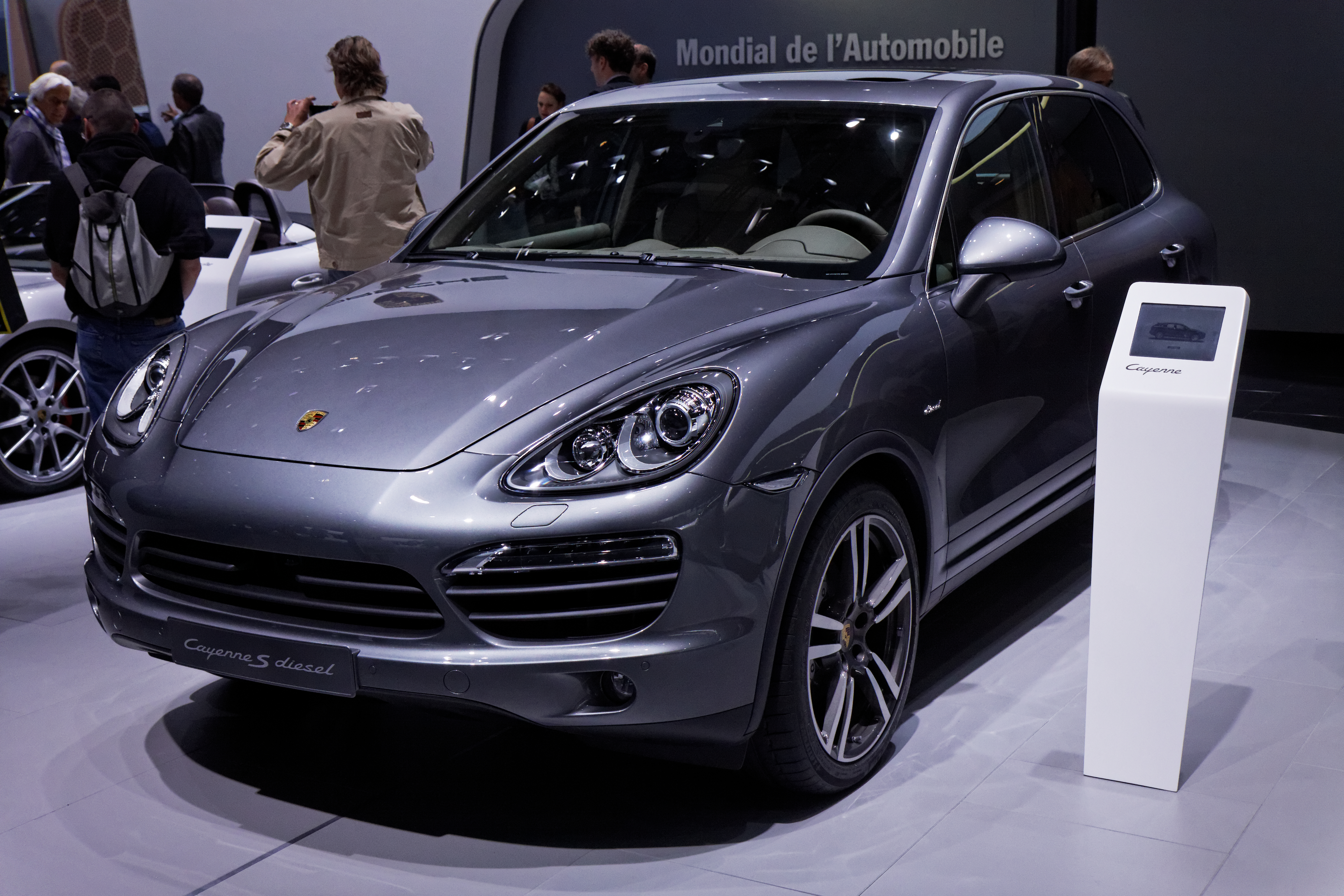
Le Cayenne de deuxième génération (Phase 1).
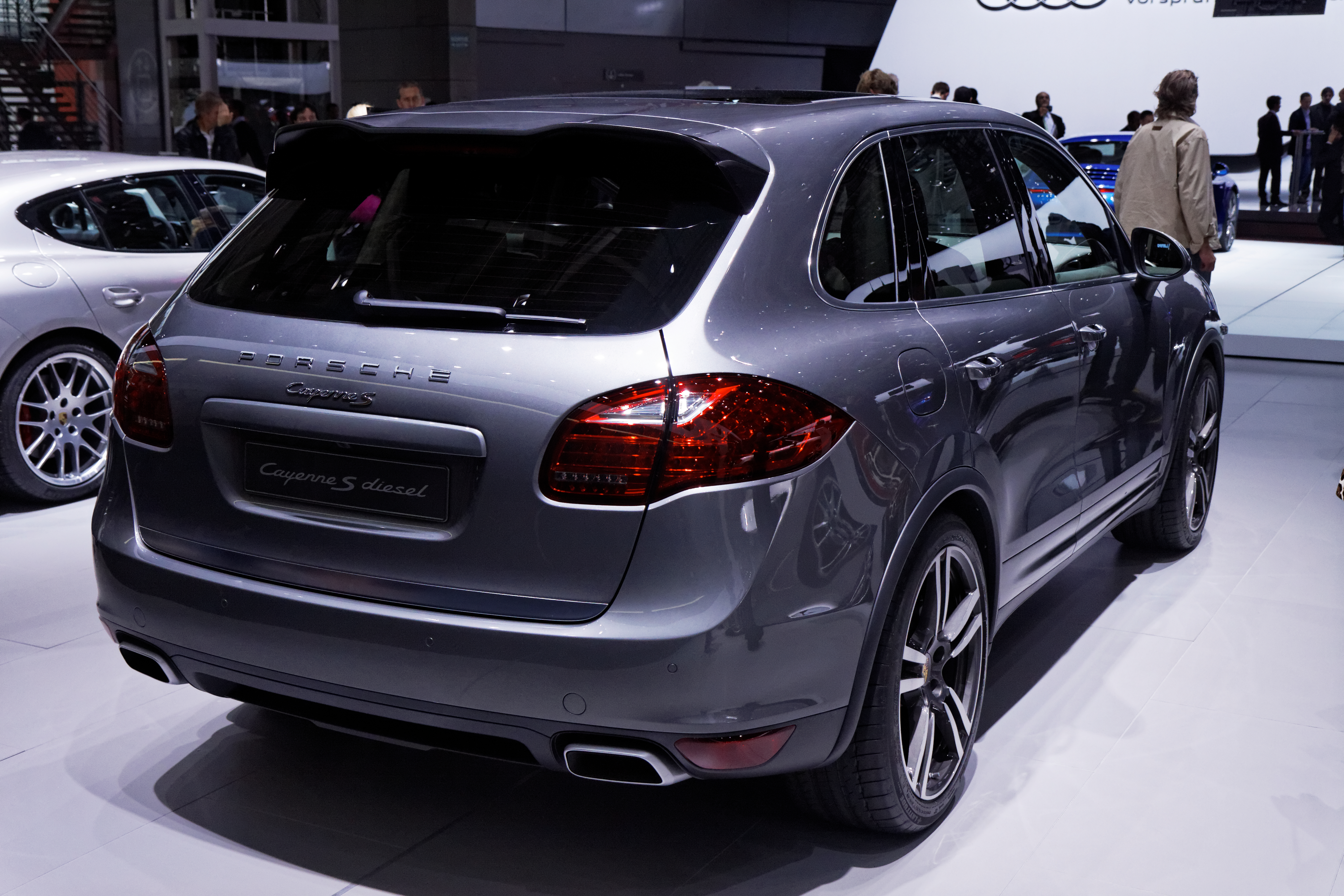
Le Cayenne de deuxième génération, vu de l'arrière.
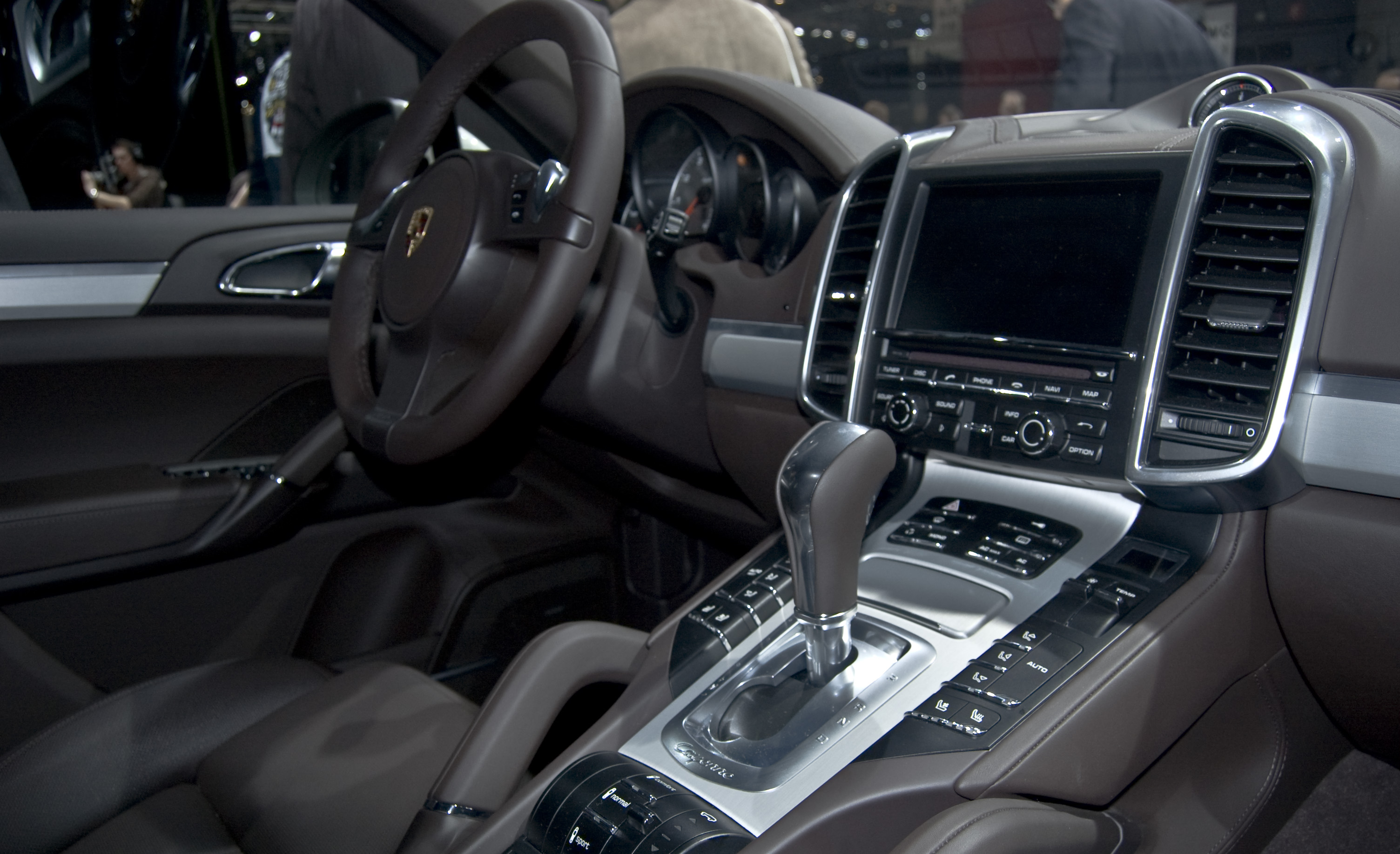
Le tableau de bord de la deuxième génération a été complètement repensé.

## 3egénération (PO536)(2018 -...)
Le succès du Cayenne ne se démentant pas, Porsche développe une troisième génération qui est présentée pour la première fois le 29 août 2017, à Stuttgart en présence de plusieurs membres du conseil de surveillance de la marque. Le Cayenne de troisième génération est ensuite présenté au Salon de l'automobile de Francfort du 14 au 24 septembre 2017.
Cette nouvelle génération de Cayenne est également la première à être fabriquée en dehors de l'Allemagne, puisqu'elle est produite en Slovaquie dans une usine de Bratislava. En avril 2022, une nouvelle usine entre en fonction en Malaisie et commence la production de Cayenne.
C'est cette troisième génération qui va franchir le cap symbolique du millionième Cayenne produit, en décembre 2020. Il s'agit d'un Cayenne GTS rouge carmin, destiné à un client allemand.
En juin 2021, les premières photos de la version redessinée du Cayenne III apparaissent sur internet.
En septembre 2021, Porsche annonce une campagne de rappels à la suite d'un défaut de fixation de la colonne de direction susceptible de se détacher. Le problème semble uniquement concerner des modèles vendus en Amérique du Nord.
Au premier trimestre 2022, les ventes de Porsche accusent une baisse de 5%, mais le Cayenne reste la voiture la plus vendue du constructeur.

### Phase 2
La version restylée du Cayenne est présentée le 18 avril 2023 au salon de l'automobile de Shanghai.
Le restylage du Cayenne présente de nouveaux boucliers avant et arrière, de nouvelles optiques présentant, en option, une nouvelle technologie "HD Matrix" permettant des performances et une précision accrue du faisceau lumineux, plus particulièrement en plein phares. Ces nouvelles optiques sont aussi plus économes en énergie.
Le Cayenne SUV voit sa malle modifiée, avec son emplacement dédié à la plaque d'immatriculation migrant vers le bouclier, à la manière de sa déclinaison coupé.
Les nouvelles optiques arrière voient apparaître un bandeau tridimensionnel, au même titre que le monogramme Porsche, à la manière de la 911 (992).
De nouvelles jantes et de nouvelles couleurs sont ajoutées au catalogue.
À l'intérieur, la planche de bord évolue afin d'accueillir un combiné d'instrumentation entièrement digital similaire à celui de la Taycan. L'écran d'infodivertissement (12,6 pouces) évolue afin de recevoir la dernière version du PCM (Porsche Communication Management). Il est par ailleurs possible d'équiper la planche de bord d'un second écran d'infodivertissement, tout comme celui proposé dans la Taycan. Cependant il est maintenant possible de visionner des films et séries en streaming sur cet écran, équipé d'un filtre de confidentialité. Le levier de commande de la boîte de vitesse automatique est déplacé vers la droite du volant, et la clé de démarrage devient un simple bouton start/stop.
Côté motorisations, le Cayenne S voit son V6 3.0 biturbo être remplacé par un V8 4.0 développant 474 chevaux et 600 Nm de couple.
Le Cayenne E-Hybrid voit sa batterie passer d'une capacité de 17,9 à 25,9 kWh, et son moteur électrique passer de 136 à 170 chevaux. L'autonomie électrique annoncée est d'environ 90km.
Le Cayenne Turbo GT voit sa puissance augmentée à 659 chevaux, mais n'est plus disponible à la vente en Europe du fait des règlementations européennes concernant la pollution de l'air.

### Caractéristiques techniques

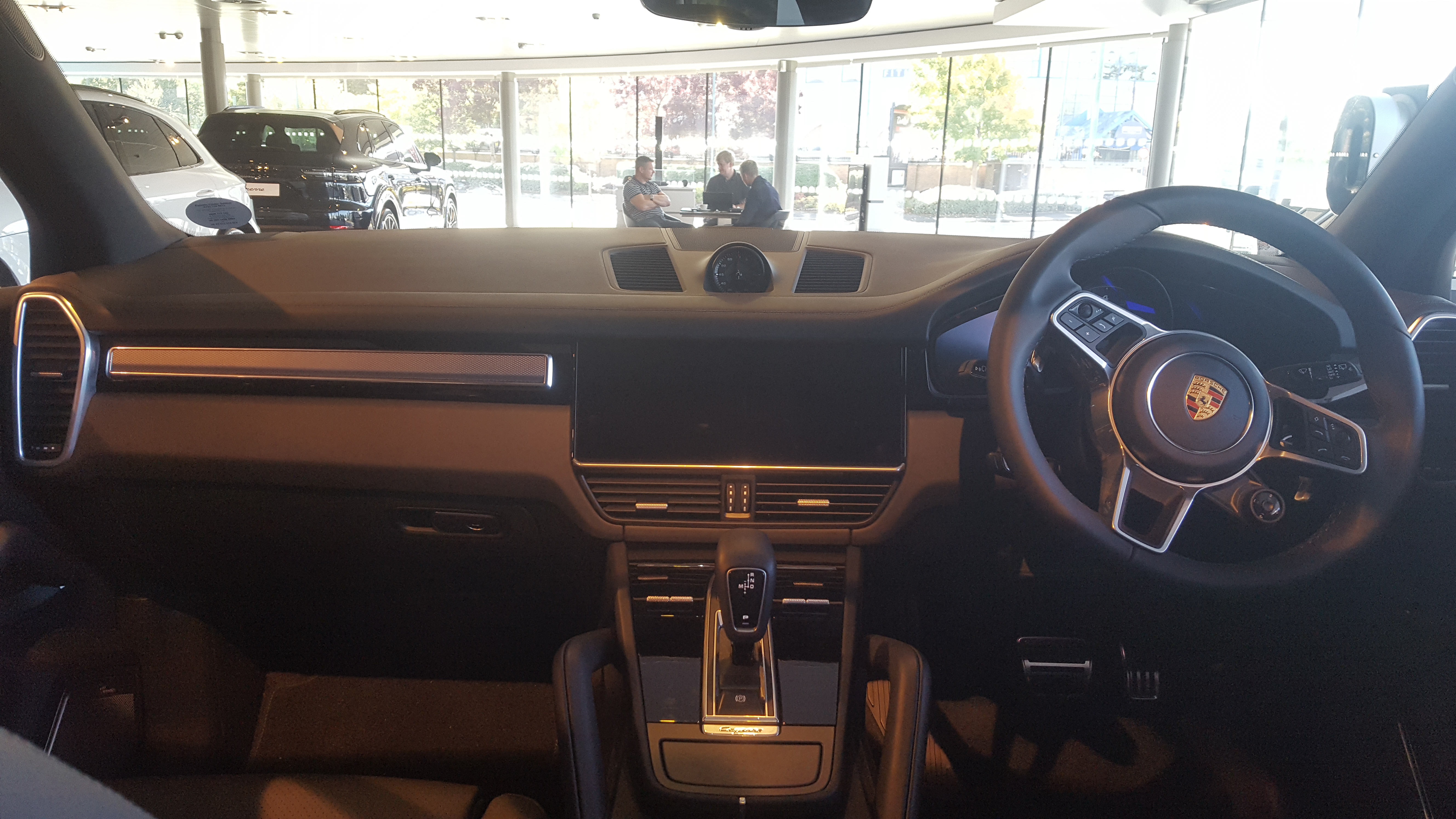
La planche de bord du Cayenne de 3e génération s'articule autour du grand écran du PCM.

Techniquement, le Cayenne repose sur la nouvelle plateforme MLB du groupe Volkswagen et qui est utilisée par ses cousins Audi Q7, Bentley Bentayga et Lamborghini Urus, ce qui permet un gain de poids de 200 kilos grâce à l'usage massif de l'aluminium qui représente 47 % de la structure. Cette plateforme sera ensuite utilisée par le Volkswagen Touareg de nouvelle génération qui sera présentée en 2018. Toutefois, le Cayenne ne partage que la partie avant avec les autres véhicules du groupe Volkswagen, l'arrière lui étant spécifique.
Le Cayenne réemploie la boîte automatique Tiptronic S à huit rapports utilisant un convertisseur de couple. Porsche explique le refus d'utiliser la PDK à double embrayage par le fait que le convertisseur de couple de la Tiptronic est plus adapté à un véhicule amené à évoluer en tout-terrain et à tracter de lourdes charges. La boîte a toutefois été retravaillée par rapport à la deuxième génération du Cayenne : le premier rapport est plus court pour un démarrage plus vif et les deux derniers plus longs pour favoriser la consommation. Comme dans l'aéronautique, Porsche utilise également la technologie by-wire qui supprime les câbles par des signaux électriques permettant un passage plus rapide des rapports de boîte. Enfin, l'arbre de transmission est intégré à l'intérieur du carter et le différentiel et la boîte de vitesses sont lubrifiés par deux huiles différentes.
Empruntant aux 911 et Panamera, le Cayenne de troisième génération intègre les roues arrière directrices qui améliorent la maniabilité du véhicule en réduisant le rayon de braquage ainsi que la suspension pneumatique utilisée uniquement sur la Panamera. Elle permet d'améliorer le confort d'amortissement, mais aussi rigidifier la suspension lorsque le rythme s'accélère.
Visuellement, il se démarque de son prédécesseur par une partie arrière complètement redessinée avec un grand bandeau lumineux à la façon de la Panamera et qui sera ensuite repris par la 911. Le Cayenne de troisième génération est également plus long et plus large que son devancier, mais plus bas, contribuant à lui donne une allure plus élancée.

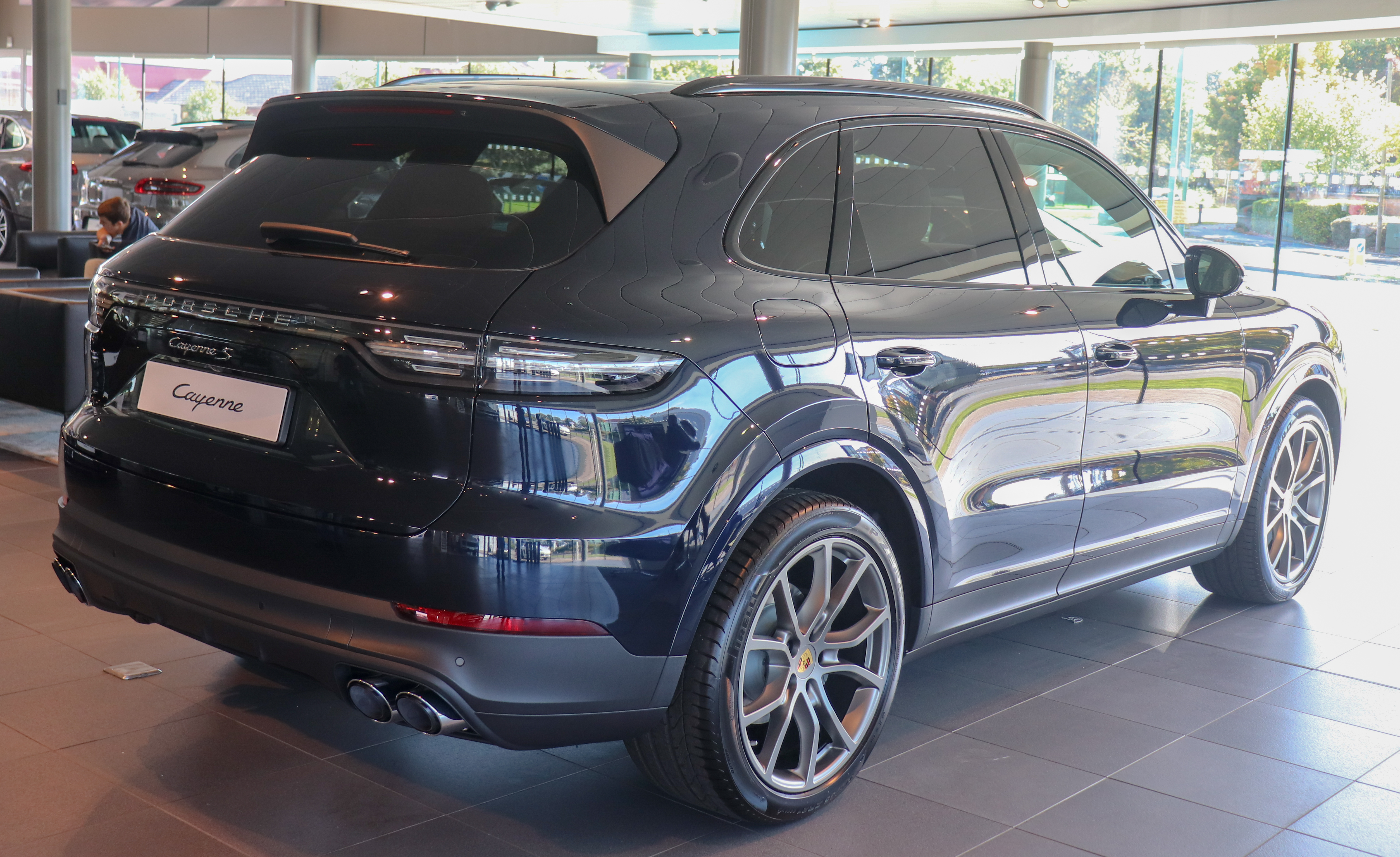
La face arrière du Cayenne de troisième génération a été complètement redessinée.

À l'intérieur, l'habitacle connaît une révolution. La philosophie « un bouton, une fonction » parfois critiquée pour son ergonomie compliquée disparait au profit du Porsche Visual Cockpit basé sur un écran tactile de 31 cm emprunté à la Panamera. Les différentes fonctions de la voiture peuvent y être commandées : réglage de la climatisation, système de navigation, modes de conduite, contrôle des smartphones… L'écran permet également de commander la nouvelle version du Porsche Communication Management qui donne accès à l’info-trafic en temps réel, permet de régler le chauffage à distance, programmer un itinéraire depuis le smartphone, consulter des données de roulage hors-piste, enregistrer une sortie via les caméras intégrées au véhicule ou de relayer les commandes vocales du conducteur.
Le tableau de bord face au conducteur connaît également une évolution digitale puisque les nombreux cadrans de la précédente génération cèdent la place à un compte-tours central analogique cerné par deux écrans digitaux de 18 cm entièrement programmables pouvant afficher les aides à la conduite, la navigation, l'accéléromètre… Le compte-tour central, typique des Cayenne, conserve une aiguille "physique" classique.
La troisième génération étrenne de nouveaux équipements technologiques, la plupart en option. C'est le cas de la vision nocturne avec caméra thermique, la conduite semi-autonome dans les embouteillages, l'Inno Drive qui anticipe le relief de la route, le régulateur de vitesse adaptatif ou l'aide au parking avec vision à 360°.
Le système de freinage voit également apparaître un nouveau combiné PSCB (Porsche Surface Coated Brake) au carbure de tungstène qui retarde la perte d'efficacité de la pédale à la suite de la montée en température des freins et offre une meilleure durée de vie des plaquettes. Ces disques sont également donnés pour rejeter moins de poussière sur les jantes et être insensibles à la rouille. Les freins en céramique, plus puissants et plus onéreux, sont toujours disponibles.
En janvier 2022, Porsche présente l'édition Platinum disponible pour les modèles Cayenne, Cayenne E-Hybrid et Cayenne et leur équivalent Coupé. Comme pour la génération précédente, celle-ci se concentre sur des aspects esthétiques avec des éléments en platine satiné, de nouvelles jantes, un intérieur spécifique et une dotation de série augmentée.

### Motorisations
Le Cayenne profite également de cette nouvelle génération pour revoir son offre mécanique. Il accueille ainsi trois nouveaux blocs à essence : un V6 3 litres de 340 ch pour le Cayenne, un V6 2,9 litres de 440 ch pour le Cayenne S et un V8 de 4 litres et 550 ch pour la Turbo. Cette dernière version est dotée de certains éléments spécifiques, comme l'aileron arrière mobile qui se déploie automatiquement pour générer davantage d'appui ou en cas de freinage à haute vitesse.
Sans surprise, Porsche présente en mai 2018 une version Cayenne E-Hybrid. Cette nouvelle mouture dispose d'un moteur V6 essence de 340 ch secondé par un bloc électrique de 136 ch avec une puissance maximale de 462 ch dotée d'une autonomie de 44 km. En mode électrique, la vitesse n'excède pas 135 km/h, au-delà la motorisation thermique prenant le relais. Le chargeur embarqué de 7,2 kW recharge complètement la batterie en 2 h 30 si la voiture est branchée sur une wallbox adaptée. Sur une prise traditionnelle, le temps de recharge est d'environ 6 heures.

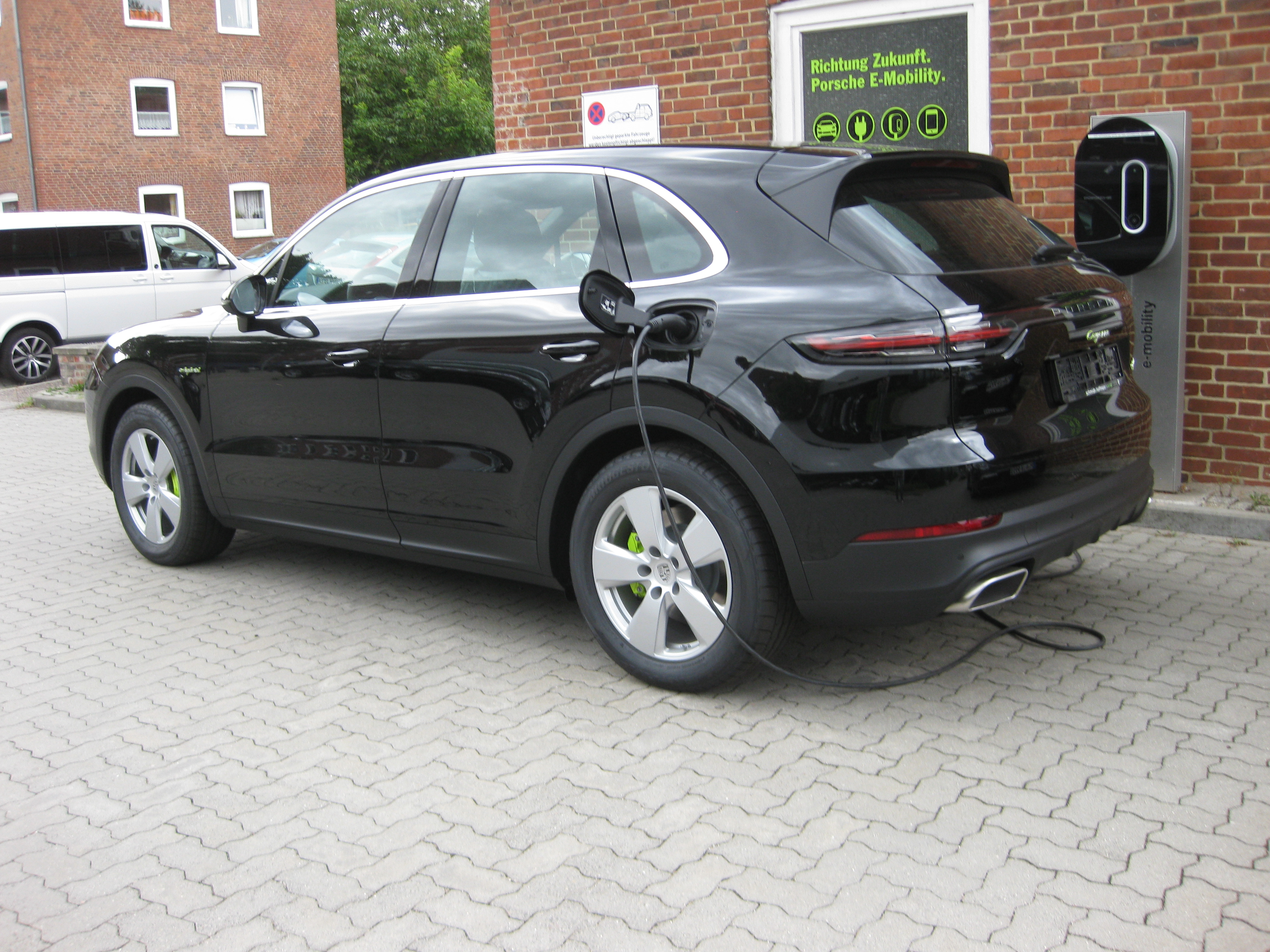
Le Cayenne E-Hybrid en recharge sur une wallbox adaptée.

Conséquence logique du scandale des moteurs diesels Volkswagen, Porsche renonce officiellement à la version diesel du Cayenne.
En 2019, Porsche commercialise une autre version plus performante de son Cayenne hybride, le Cayenne Turbo S E-Hybrid. Il est équipé du V8 de la version turbo thermique, (V8 biturbo de 550 ch), combiné au même ensemble GMP électrique que celui de la déclinaison E-hybrid (V6 hybride) déjà existante. Cet ensemble est constitué d'une batterie de 14,1 kWh et du moteur électrique de 136 ch et 400 N m de couple. L'ensemble offre une puissance combinée de 680 ch et d'un couple de 900 N m. Malgré ses 2 535 kg en ordre de marche, ses émissions de CO2 sont comprises entre 85 et 90 g/km.
|                                    | Cayenne                  | Cayenne E-Hybrid         | Cayenne S                | Cayenne GTS              | Cayenne Turbo            | Cayenne Turbo S E-Hybrid | Cayenne Turbo GT         |
| Carburant                          | Essence                  | Essence                  | Essence                  | Essence                  | Essence                  | Essence                  | Essence                  |
| Moteur                             | V6                       | V6 Hybride               | V6                       | V8                       | V8                       | V8 Hybride               | V8                       |
| Cylindrée (cm3)                    | 2 995                    | 2 995                    | 2 894                    | 3996                     | 3996                     | 3996                     | 3996                     |
| Puissance maximale ch (kW)         | 340 (250)                | 462 (340)                | 440 (324)                | 460 (338)                | 550 (404)                | 680 (500)                | 640 (471)                |
| Couple maximal (N m)               | 450                      | 700                      | 550                      | 620                      | 770                      | 900                      | 850                      |
| Boîte de vitesses                  | Tiptronic S à 8 rapports | Tiptronic S à 8 rapports | Tiptronic S à 8 rapports | Tiptronic S à 8 rapports | Tiptronic S à 8 rapports | Tiptronic S à 8 rapports | Tiptronic S à 8 rapports |
| Vitesse maximale (en km/h)         | 245                      | 253                      | 265                      | 270                      | 286                      | 295                      | 300                      |
| 0-100 km/h (en s)                  | 6,2                      | 5,0                      | 5,2                      | 4,8                      | 4,1                      | 3,8                      | 3,3                      |
| Consommation moyenne (en L/100 km) | 11,5                     | 3,1                      | 11,8                     | 13,3                     | 13,5                     | 4,0                      | 14,1                     |
| Émissions de CO2 (en g/km)         | 283                      | 83                       | 292                      | 319                      | 319                      | 92                       | 319                      |

|                                    | Cayenne                  | Cayenne E-Hybrid         | Cayenne S E-Hybrid       | Cayenne S                | Cayenne Turbo E-Hybrid   | Cayenne Turbo GT         |
| Carburant                          | Essence                  | Essence                  | Essence                  | Essence                  | Essence                  | Essence                  |
| Moteur                             | V6                       | V6 Hybride               | V6 Hybride               | V8                       | V8 Hybride               | V8                       |
| Cylindrée (cm3)                    | 2 995                    | 2 995                    | 2 995                    | 3 996                    | 3 996                    | 3 996                    |
| Puissance maximale ch (kW)         | 353 (260)                | 470 (346)                | 519 (382)                | 474 (349)                | 739 (544)                | 650 (485)                |
| Couple maximal (N m)               | 500                      | 650                      | 750                      | 600                      | 950                      | 850                      |
| Boîte de vitesses                  | Tiptronic S à 8 rapports | Tiptronic S à 8 rapports | Tiptronic S à 8 rapports | Tiptronic S à 8 rapports | Tiptronic S à 8 rapports | Tiptronic S à 8 rapports |
| Vitesse maximale (en km/h)         | 248                      | 254                      | 263                      | 273                      | 295                      | 304                      |
| 0-100 km/h (en s)                  | 6,0                      | 4,9                      | 4,7                      | 5,0                      | 3,7                      | 3,1                      |
| Consommation moyenne (en L/100 km) | 10,8                     | 1,5                      | 1,4                      | 12,4                     | 1,7                      | 11,9 (US)                |
| Émissions de CO2 (en g/km)         | 275                      | 42                       | 39                       | 303                      | 45                       | 271 (US)                 |

### Cayenne Coupé
Conscient du succès des nouveaux SUV-Coupés tels que le BMW X6 ou Mercedes GLE, Porsche décide de le lancer dans l'aventure en déclinant une nouvelle version de son Cayenne.
Le Porsche Cayenne Coupé est présenté à Stuttgart le 21 mars 2019 et commercialisé à partir de mai de la même année.
Il reprend une bonne partie de la base technique du Cayenne, même si la partie arrière est logiquement complètement remaniée, ce qui a entraîné une modification du pare-brise et du montant central de manière à donner un surcroit de sportivité et d'agressivité. Le Cayenne Coupé possède ainsi 50 % de pièces différentes du modèle standard. La partie étirée de la voiture est également munie d'un aileron rétractable placé au-dessus du hayon tandis que la malle de coffre adopte un bandeau noir entre les feux intégrant le monogramme « PORSCHE », comme l'ensemble de la gamme.
Le coupé reprend les motorisations du Cayenne standard et est ainsi motorisé par le V6 3.0 de 340 ch ou le V8 4.0 de 550 ch. Dernièrement il est équipé de la chaîne de propulsion hybride du groupe Volkswagen combinant le V8 4.0 de la version Turbo associé à une motorisation électrique pour une puissance cumulée de 680 ch (appellation Turbo S E-Hybrid).
Le Porsche Cayenne coupé est proposé à la base avec un toit panoramique en verre ou un toit en carbone en option.
Bien qu'elle soit plus chère que le Cayenne de base, cette version Coupé propose de série des équipements qui sont normalement en option sur le reste de la gamme.
En juin 2021, la nouvelle version Turbo GT bat le record du tour pour un SUV sur le Nürburgring, avec un tour en moins de 7 minutes 40.

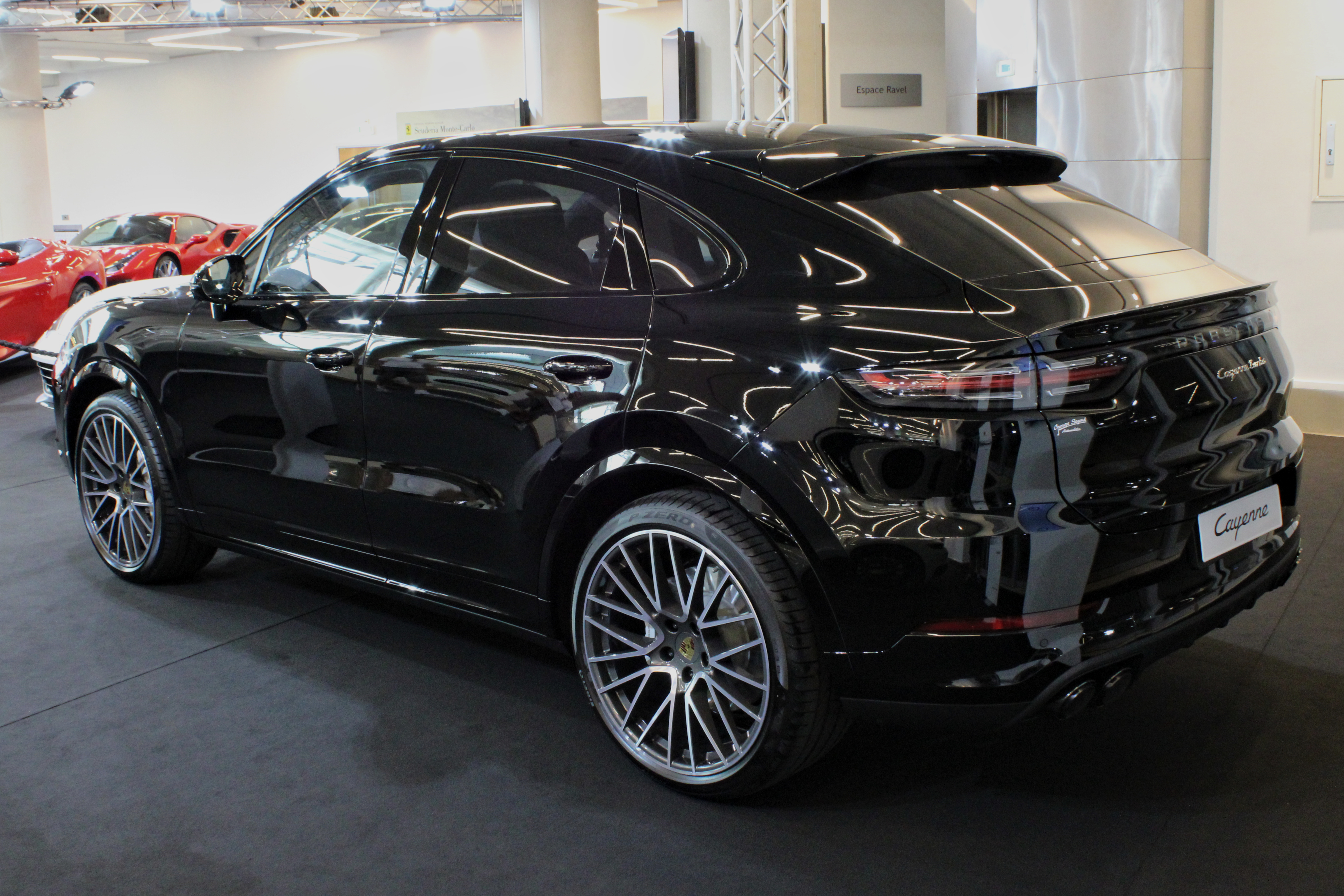
Porsche Cayenne Coupé Turbo, vue de l'arrière
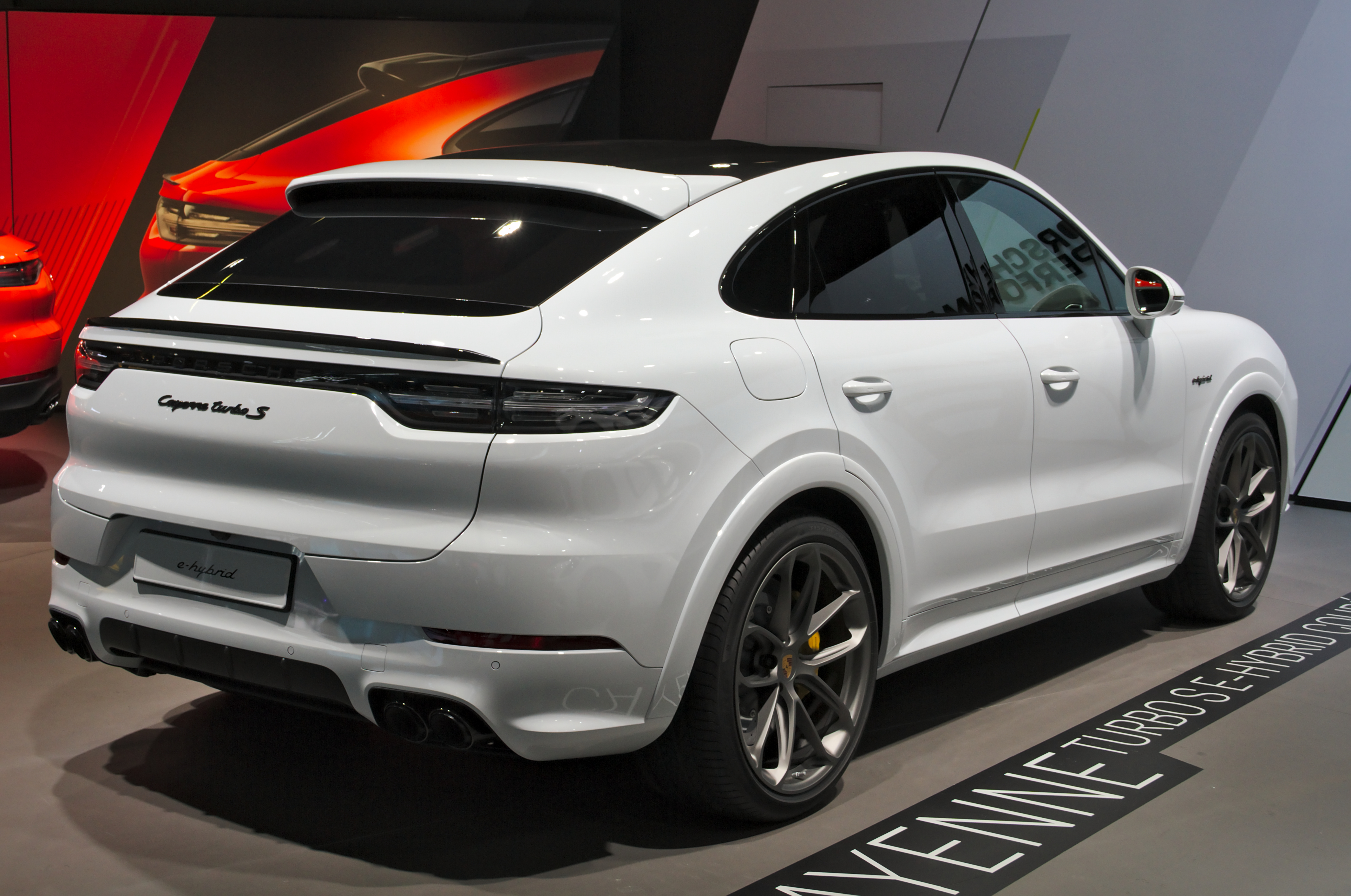
Porsche Cayenne Coupé Turbo S E-Hybrid, vue de l'arrière
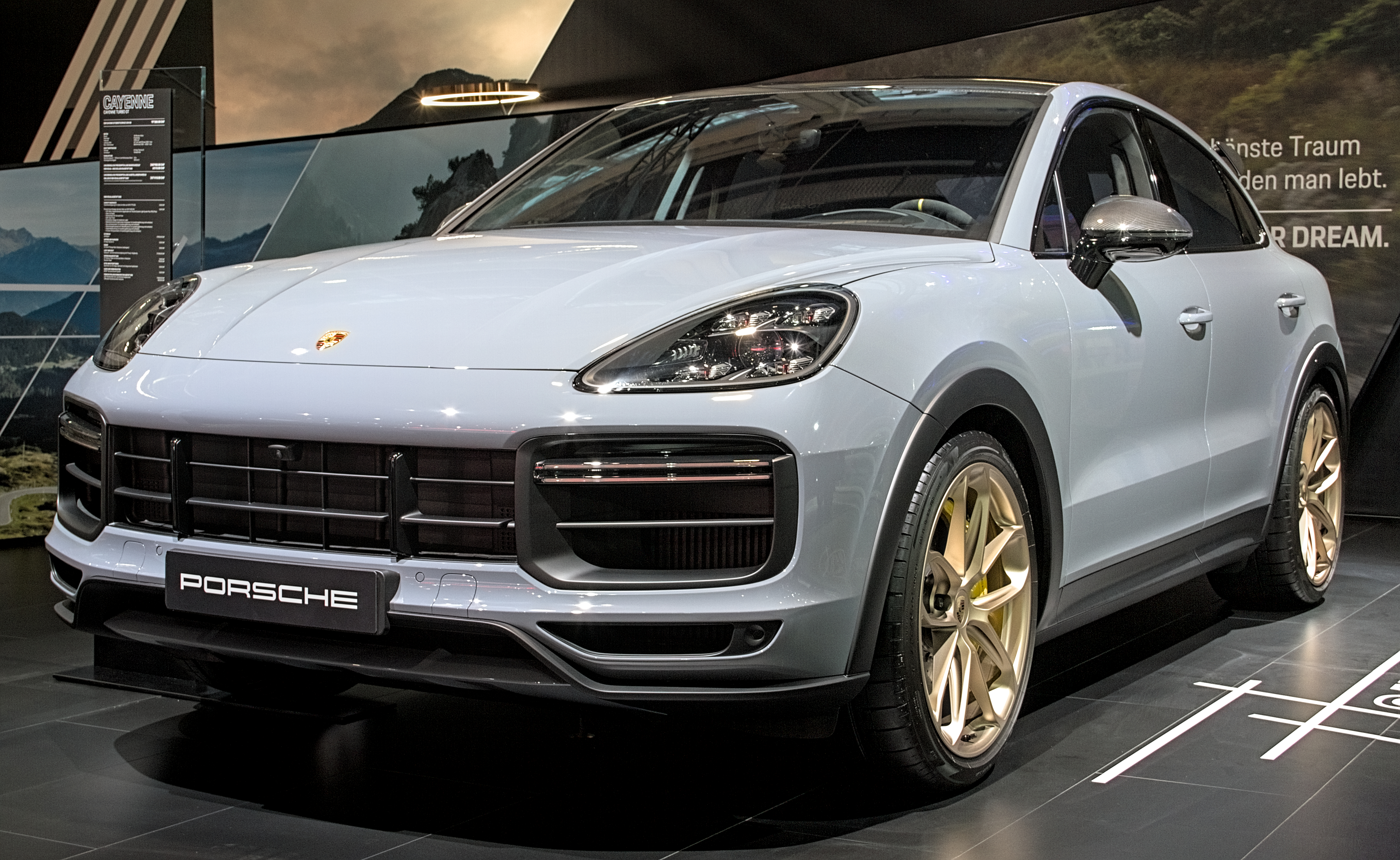
Porsche Cayenne Turbo GT

## Dans la culture populaire
Le Porsche Cayenne apparait dans plusieurs films et séries télévisées, même si ce n'est jamais en tant qu'élément du film.
- Dans Wuthering High School de 2015 (adaptation moderne du roman Les Hauts de Hurlevent), le personnage principal conduit un Cayenne Turbo S de deuxième génération[30].
- Le Cayenne GTS de première génération est aussi la voiture que conduit Eddy Caplan, personnage principal de la série Braquo[31].
- Une Porsche Cayenne de deuxième génération est conduite par le personnage de Volk dans la deuxième saison de la série télévisée Condor[32].
- Le Porsche Cayenne Turbo apparaît également dans les jeux vidéo Forza Horizon, Forza Motorsport, Need for Speed: Edge ou Assetto Corsa[33].
- En 2021, un constructeur chinois présente le Changan Uni-K qui ressemble étrangement à la Porsche Cayenne, particulièrement vu de l'arrière et de profil. La voiture est vendue environ 21.000 euros[34].